# Rastdzinad

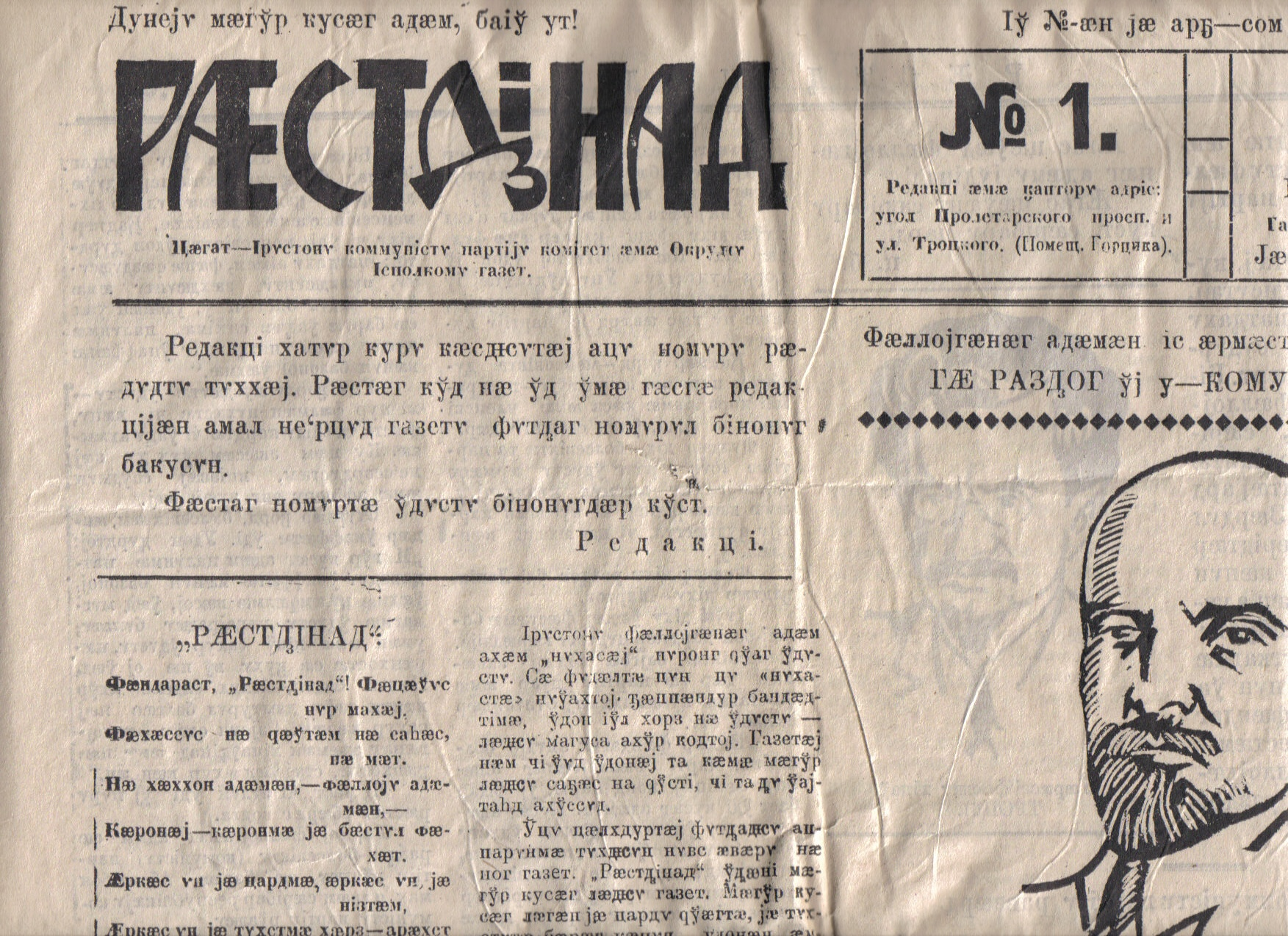
Portada de la primera edició de Rastdzinad

Rastdzinad (en osset: Рæстдзинад, 'Veritat'), és un diari escrit en osset que s'edita a Vladikavkaz, a Ossètia del Nord. Va aparèixer per primer cop el 14 de març de 1923 com a òrgan del comitè d'Ossètia del Nord del PCUS. Actualment s'edita tots els dies excepte diumenges i dilluns.
El seu nom s'inspirà en el del diari soviètic Pravda.